# العلاقات البوتانية المنغولية
العلاقات البوتانية المنغولية هي العلاقات الثنائية التي تجمع بين بوتان ومنغوليا.

## مقارنة بين البلدين
هذه مقارنة عامة ومرجعية للدولتين:
| وجه المقارنة                                              | بوتان          | منغوليا         |
| --------------------------------------------------------- | -------------- | --------------- |
| المساحة (كم2)                                             | 38.39 ألف      | 1.57 مليون      |
| عدد السكان (نسمة)                                         | 807.61 ألف     | 3.08 مليون      |
| الكثافة السكانية (ن./كم²)                                 | 21.04          | 1.96            |
| العاصمة                                                   | تيمفو          | أولان باتور     |
| اللغة الرسمية                                             | لغة دزونكا     | اللغة المنغولية |
| العملة                                                    | نغولترم بوتاني | توغروغ منغولي   |
| الناتج المحلي الإجمالي (بليون دولار)                      | 2.51 مليار     | 11.49 مليار     |
| الناتج المحلي الإجمالي (تعادل القوة الشرائية) بليون دولار | 6.49 مليار     | 36.16 مليار     |
| الناتج المحلي الإجمالي الاسمي للفرد دولار أمريكي          | 2.66 ألف       | 3.97 ألف        |
| الناتج المحلي الإجمالي للفرد دولار أمريكي                 | 7.82 ألف       | 11.95 ألف       |
| مؤشر التنمية البشرية                                      | 0.605          | 0.727           |
| رمز المكالمات الدولي                                      | +975           | +976            |
| رمز الإنترنت                                              | .bt            | .mn             |
| المنطقة الزمنية                                           | ت ع م+06:00    | ت ع م+08:00     |

## منظمات دولية مشتركة
يشترك البلدان في عضوية مجموعة من المنظمات الدولية، منها:
| علم المنظمة | اسم المنظمة                        | تاريخ انضمام بوتان | تاريخ انضمام منغوليا |
| ----------- | ---------------------------------- | ------------------ | -------------------- |
|             | وكالة ضمان الاستثمار متعدد الأطراف | 21 أكتوبر 2014     | 21 يناير 1999        |
|             | منظمة الشرطة الجنائية الدولية      | ?                  | ?                    |
|             | منظمة حظر الأسلحة الكيميائية       | ?                  | ?                    |
|             | الأمم المتحدة                      | 21 سبتمبر 1971     | 27 أكتوبر 1961       |
|             | مؤسسة التمويل الدولية              | 1 ديسمبر 2003      | 14 فبراير 1991       |
|             | يونسكو                             | 13 أبريل 1982      | 1 نوفمبر 1962        |
|             | مؤسسة التنمية الدولية              | 28 سبتمبر 1981     | 14 فبراير 1991       |
|             | بنك التنمية الآسيوي                | 1982               | 1991                 |
|             | البنك الدولي للإنشاء والتعمير      | 28 سبتمبر 1981     | 14 فبراير 1991       |
|             | الاتحاد البريدي العالمي            | ?                  | ?                    |
|             | الاتحاد الدولي للاتصالات           | 15 سبتمبر 1988     | 27 أغسطس 1964        |

## وصلات خارجية
- موقع وزارة الخارجية البوتانية
- موقع وزارة الخارجية المنغولية